# 主イエス・キリスト、汝こよなき宝
主イエス・キリスト、汝こよなき宝（しゅイエス・キリスト、なんじこよなきたから、Herr Jesu Christ, du höchstes Gut）は、ヨハン・ゼバスティアン・バッハの教会カンタータ。 BWV113番。コラールはバルトロメウス・リングヴァルトの同名コラールによる。また同じコラールはカンタータ131番「主よ、深き淵よりわれ汝を呼ぶ」でも使われている。

## 概要
三位一体後第11主日。初演は1724年8月20日。

### 1曲目 合唱
オーボエ・ダモーレ、ヴァイオリン、ヴィオラ、通奏低音

### 2曲目 コラール
アルト、ヴァイオリン、ヴィオラ、ア・ルニゾーノ、通奏低音

### 3曲目 アリア
バス、オーボエ・ダモーレ、通奏低音

### 4曲目 コラール、レティタティーボ
バス、通奏低音

### 5曲目 アリア
テノール、フラウト・トラヴェルソ、通奏低音 

### 6曲目 レチタティーヴォ
テノール、弦合奏、通奏低音 

### 7曲目 二重唱
ソプラノ、アルト、通奏低音 

### 8曲目 コラール
合唱、オーケストラ、通奏低音